# Hans Bentzon
Hans Bentzon (2 september 1941 – 16 januari 2021) was een Nederlands voetbalspeler en -trainer. Hij speelde voor Sparta en FC Dordrecht.

## Carrière
Bentzon was een technisch begaafde en spijkerharde linksback. Hij maakte zijn debuut tegen Volendam op 15 december 1963. Met Sparta won Bentzon in 1966 de KNVB Beker, en het seizoen erop speelde hij vijf wedstrijden om de Europacup 2. Mede door een beenbreuk (in oktober 1967 tegen Ajax; Bentzon speelde nog 20 minuten door met een gebroken kuitbeen) liep hij een interlandcarrière mis. Na zijn spelerscarrière werd hij trainer bij diverse amateurclubs.
Bentzon overleed in 2021 op 79-jarige leeftijd.

## Erelijst
Sparta
| Nationaal  |    |         |
| KNVB Beker | 1x | 1965/66 |